# Amor ocasional
Plan cœur (Titulada Amor ocasional en España, y Plan Corazón en Hispanoamérica) es una serie de comedia romántica francesa. Es la segunda producción 100% creada por Netflix Francia después de Marsella.
Esta divertida serie cuenta actualmente con tres temporadas dentro de la plataforma de streaming Netflix. La primera temporada se estrenó el 7 de diciembre de 2018, la segunda el 11 de octubre de 2019. y la tercera el 1 de enero de 2022. 

## Sinopsis
Esta historia cuenta la vida de tres amigas que viven en Paris, en donde, Elsa tras una dolorosa ruptura, no superar a su ex, un trabajo mediocre y encontrarse a las puertas de cumplir 30 años, se encuentra en un bucle de tristeza y depresión; por lo que su mejor amiga toma la decisión de contratar a un escora para que salga con ella, con el fin de que su amiga suba recupere su propia confianza, crea en sí misma y sobre todo permita darse una nueva oportunidad de conocer a alguien. 

## Reparto

### Reparto principal
- Zita Hanrot como Elsa Payette.
- Sabrina Ouazani como Charlotte Ben Smires, mejor amiga de Elsa, hermana de Antoine y pareja de Matthieu.
- Joséphine Draï como Emilie "Milou" Châtaigne, mejor amiga de Elsa y pareja de Antoine.
- Syrus Shahidi como Antoine Ben Smires, amigo de Matthieu y Maxime, hermano de Charlotte y pareja de Émilie.
- Marc Ruchmann como Julio Saldenha/Jules Dupont.
- Guillaume Labbé como Maxime "Max" Pauillac, amigo de Antoine y Matthieu y expareja de Elsa.
- Tom Dingler como Matthieu, amigo de Maxime y Antoine y pareja de Charlotte.

### Reparto secundario
- Ludivine de Chastenet como Chantal, compañera de trabajo y amiga de Elsa (1x01-2x06).
- Yvan Dingler como Roman, mejor amigo de Julio (1x01-2x06).
- Jean-Michel Martial como Philippe Payette, padre de Elsa (1x01-1x08).
- Karina Testa como Manon, compañera de trabajo de Antoine (1x01-1x08).
- Nanou Garcia como Anita Saldenha, madre de Julio (1x03, 1x08).
- Anne Depétrini como Valérie, clienta de Julio (1x01-1x08).
- Alexia Barlier como Gaïa, pareja de Matthieu (1x03, 1x05-1x06).
- Stéphanie Murat como Audrey Payette, madre de Elsa (1x05-1x06).
- Aude Legastelois como Anaïs Payette, hermana de Elsa (1x06-1x08).
- Jean-Pierre Gesbert como François-Xavier (1x01).
- Victor Meutelet como Arthur, becario de PinkCars (2x01-2x06).
- Aurélie Vérillon como Rachel, productora de Julio (2x02, 2x04-2x06).
- Féodor Atkine como Poitr Kaminsky, jefe de Elsa (2x01-2x06).
- Victor Assié como Jimmy (2x01-2x02, 2x06).
- Sylvie Mauté como Madame Lecanu (2x03).
- Rani Bheemuck como Pooja (2x04).
- Yann Gael como Marco (2x04).

## Episodios

### Primera temporada
| N.º | Título            | Título original | Emisión                |
| --- | ----------------- | --------------- | ---------------------- |
| 1   | Plan secreto      | Plan secret     | 7 de diciembre de 2018 |
| 2   | Plan torpe        | Plan boulette   | 7 de diciembre de 2018 |
| 3   | Plan con sexo     | Plan cul        | 7 de diciembre de 2018 |
| 4   | Plan con amor     | Plan love       | 7 de diciembre de 2018 |
| 5   | Plan de fiesta    | Plan teuf       | 7 de diciembre de 2018 |
| 6   | Plan defectuoso   | Plan pourri     | 7 de diciembre de 2018 |
| 7   | Plan en solitario | Plan solo       | 7 de diciembre de 2018 |
| 8   | Plan de salida    | Plan de sortie  | 7 de diciembre de 2018 |

### Segunda temporada
| N.º | Título             | Título original | Emisión               |
| --- | ------------------ | --------------- | --------------------- |
| 1   | Plan vuelta a casa | Plan retour     | 11 de octubre de 2019 |
| 2   | Plan llama         | Plan lama       | 11 de octubre de 2019 |
| 3   | Plan B             | Plan de secours | 11 de octubre de 2019 |
| 4   | Plan ligoteo       | Plan drague     | 11 de octubre de 2019 |
| 5   | Plan de futuro     | Plan d'après    | 11 de octubre de 2019 |
| 6   | Plan amor          | Plan cœur       | 11 de octubre de 2019 |